# Epheszosz
Epheszosz (latinul: Ephesus, hettita nyelven: Apasza[sz, Apašaš], régi magyar nevén: Efezosz vagy Efézsoa, régi latin nevén: Efezus) görög polisz volt Kis-Ázsia nyugati partvidékén. Ma Törökországban helyezkedik el, török neve Efes.
Iónia legfontosabb metropolisza volt a Prion-hegy lábánál, a Kaüsztrosz folyó torkolata közelében, Kolophón és Magnészia között a Nyugatot Kelettel összekötő egyik fontos kereskedelmi út mellett. Fénykorában – az i. sz. 1. században – lakóinak száma elérte a félmilliót. Róma után a birodalom második legfontosabb városa volt. Napjainkban a kiterjedt régészeti feltárásoknak köszönhetően kedvelt turistalátványossággá vált.

## A kezdetek és a sötét kor
Régészeti kutatások alapján valószínűsíthető, hogy a terület már a neolitikus korban, az i. e. 7. évezredtől lakott volt. 1954-ben mükénéi korból (i. e. 1500–1400) származó kerámialeleteket tártak fel nem messze attól a helytől, ahol most a Szent János bazilika romjai állnak. A várost az i. e. 14. században hettita források Apasza (Apaša) néven említik.
Apasza az arzavai királyság fővárosa volt és II. Murszilisz idejéig nagyhatalmat kormányoztak innen. Az i. e. 13. század folyamán Arzava hanyatlásnak indult, és Apasza szerepét átvette Millavanda (Milétosz).
Később az athéni Kodrosz fia, Androklosz vezetésével attikai iónok foglalták el. Androklosz kezdetben egy félig oligarchikus rendszerben kormányozta a várost, majd haláláig zsarnokként uralkodott. Tehetséges uralkodó volt, sikerült tizenkét kis-ázsiai ión várost egy ligába tömörítenie. Egy, a kariaiak ellen vívott csatában esett el, amikor csapataival Priéné, az ión liga egy másik városának segítségére sietett. Epheszosz tipikus ión várossá vált, Athéné és Apolló tiszteletére emelt templomokkal díszítették. Felépült az első Artemisznek szentelt templom, amelyet az i. e. 7. században egy árvíz súlyosan megrongált, félméteres iszapréteggel vonva be az égetett agyag padlót. Az akropolisz, mely napjainkra teljesen elpusztult, a stadion mellett állt.

## Az archaikus kor

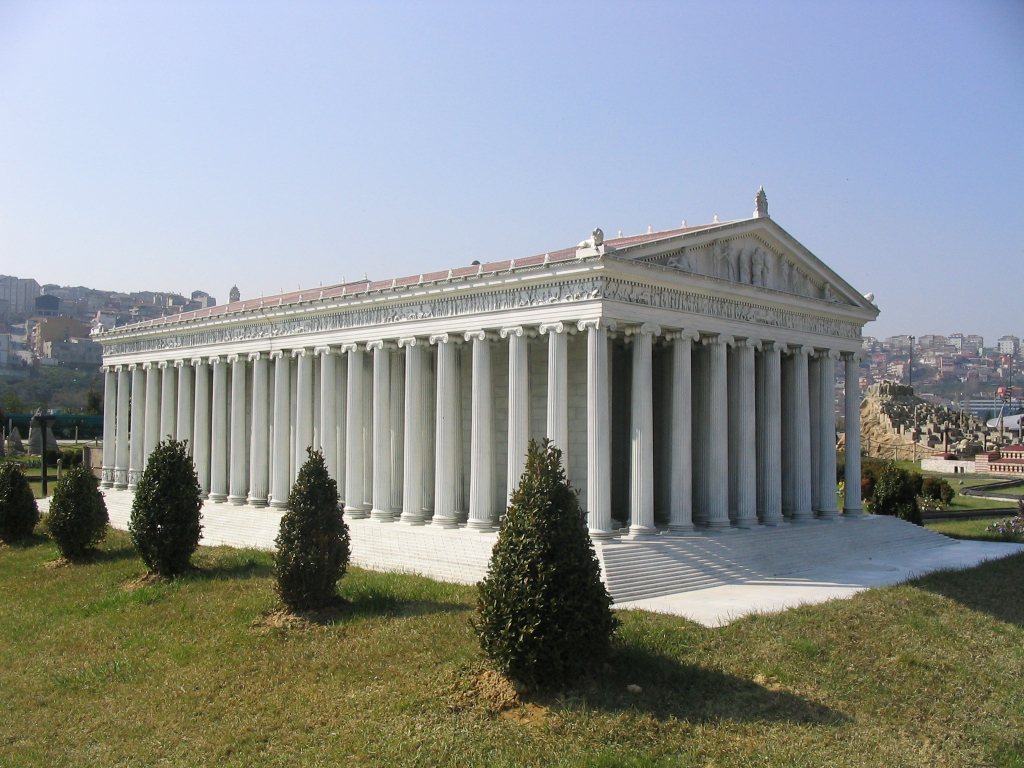
Az Artemisz templom modellje

I. e. 650 körül a várost kimmerek, indo-európai eredetű lovas nomádok támadták meg, és földig rombolták az Artemisz templommal együtt. A város újjáépítése után türannoszok uralkodtak, majd miután a lakosság fellázadt, Epheszoszt Athén mintájára demokratikusan kormányozták. I. e. 560 körül a várost a Lüdiaiak királya, Kroiszosz (Krőzus) foglalta el, aki megkímélte a lakosságot és újjáépíttette az Artemisz templomot. Az új templom, az ókori világ hét csodája közül az egyik, i. e. 550 körül készült el. Márványból építették, a cellát kettős oszlopsor vette körül, a naoszban (a templom cellájában) Artemisz ébenfából faragott kultuszszobrát helyezték el. A templom igazi „turistalátványossággá” vált, királyok, átutazó kereskedők látogatták meg, és gazdag adományokkal fejezték ki hódolatukat az istennőnek. Kroiszosz i. e. 546-ban megtámadta a perzsákat, de vereséget szenvedett Nagy Kürosz csapataitól, így Epheszosz a többi kis-ázsiai városhoz hasonlóan az Akhamenida birodalom részévé vált, és szatrapák kormányozták.

## A klasszikus kor

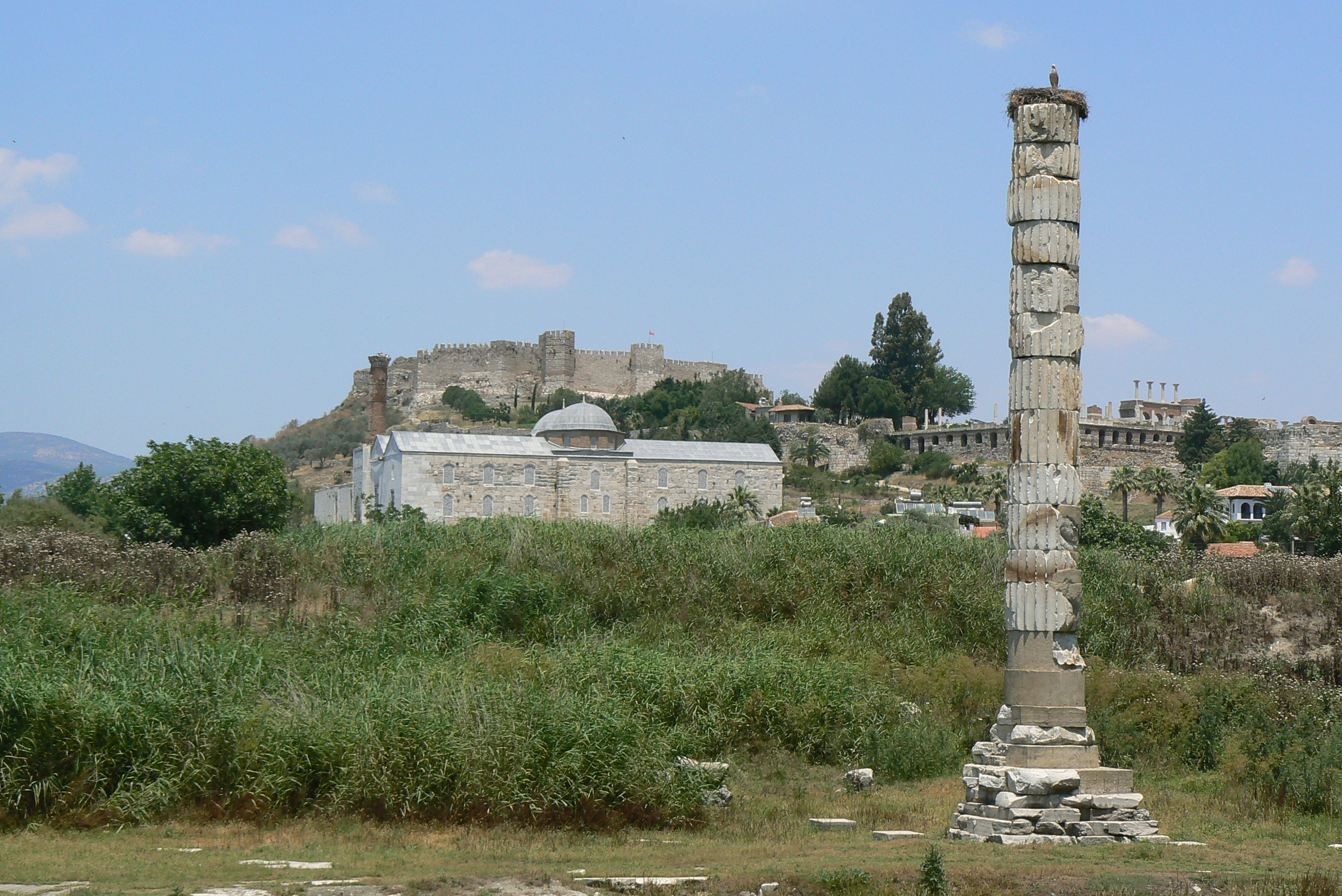
Az Artemisz templom maradványai

A kis-ázsiai városokat kormányzó szatrapák megbízhatatlannak bizonyultak, így a perzsák – akik nem voltak fanatikusak sem politikai sem vallási értelemben – helyi elöljárókra bízták a városok irányítását mindaddig, amíg az adókat rendesen fizették. Később Kambüszész és utóda, Dareiosz uralkodása alatt az adókat felemelték, így i. e. 498-ban az epheszoszi csatában a város a görögök oldalán harcolt. I. e. 479-ben Spárta és Athén segítségével sikerült kiűzni a perzsákat Kis-Ázsiából. I. e. 478-ban Epheszosz a többi ión várossal együtt belépett a Déloszi Szövetségbe, és komoly gazdasági segítséget nyújtott a perzsák elleni harcban. A peloponnészoszi háborúk alatt Epheszosz először Athénnal, később Spártával lépett szövetségre, majd újból perzsa fennhatóság alá került. I. e. 356. július 21-én éjszaka egy Herostratus nevű zavarodott elméjű férfi felgyújtotta az Artemisz templomot. Herostratust elfogták és kivégezték, majd hozzáláttak a templom újjáépítéséhez, ami az állandó háborúskodások miatt nagyon lassan haladt.

## A hellenisztikus kor

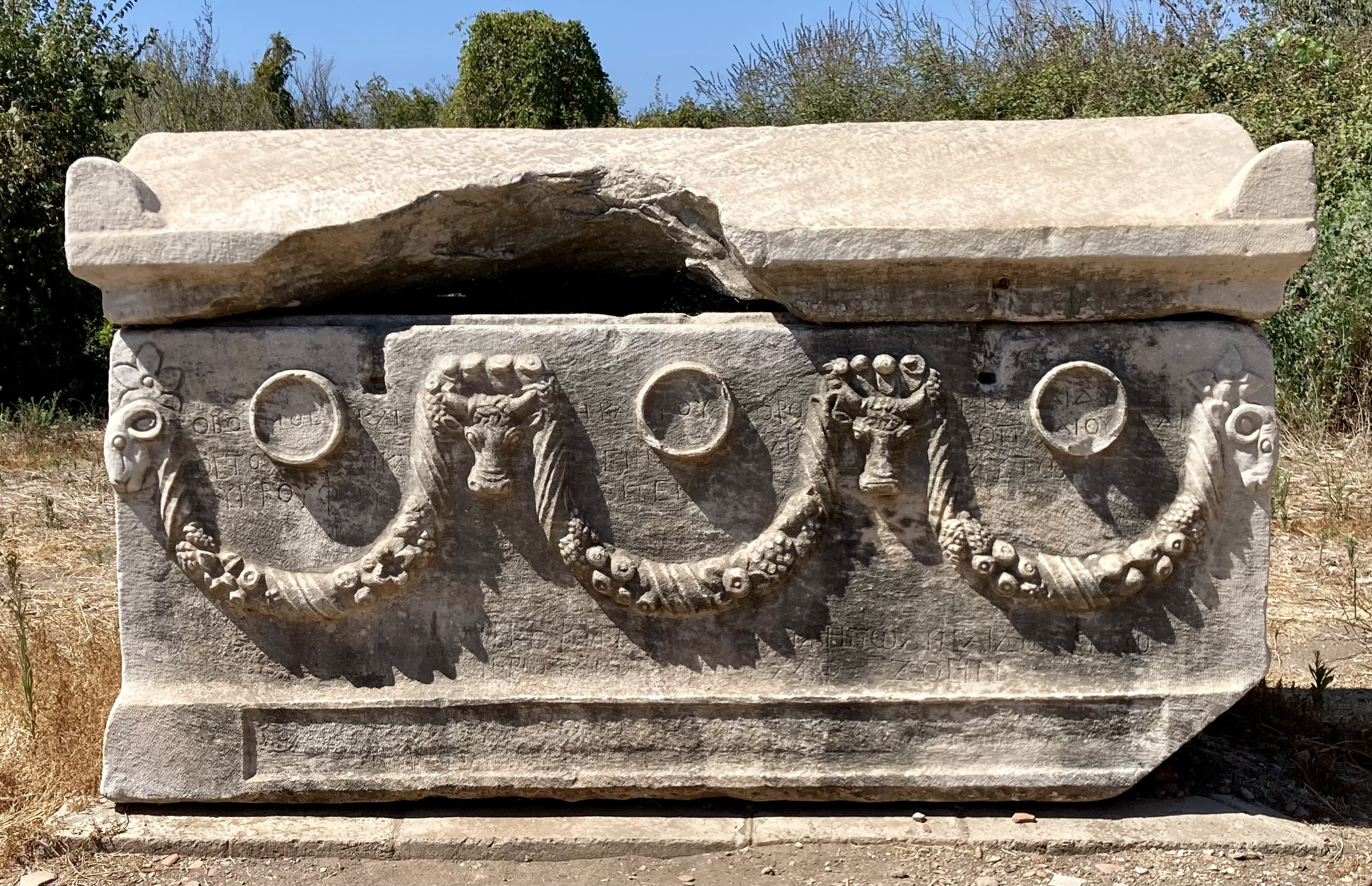
Faragott szarkofág

Nagy Sándor i. e. 334-ben a Granikosz folyó melletti csatában legyőzte a perzsákat, így a kis-ázsiai városok az uralma alá kerültek. Epheszoszban a város türannoszát és családját halálra kövezték, majd a győztesként bevonuló Nagy Sándort felszabadítóként üdvözölték. Az új uralkodó felajánlotta, hogy kifizeti a még csak félig újjáépített Artemisz templom bejezéséhez szükséges összeget, azzal a feltétellel, hogy nevét felvésik a templom homlokzatára, de az epheszosziak ezt visszautasították. Nagy Sándor halála (i. e. 323) után i. e. 283-ban Lüszimakhosz, Nagy Sándor egyik tábornoka lett a város ura. Ebben az időszakban a kikötő teljesen feltöltődött, és a kikötőn kívül is nagy területek mocsarasodtak el, ami nagymértékben megnövelte a malária terjedésének veszélyét. Lüszimakhosz átköltöztette a lakosságot egy közeli, szárazabb területre. Az új várost gondos tervezés után építették fel. Falakkal vették körül, melyeknek romjai ma is láthatóak. A régi város területét elárasztották, így kényszerítve az ottmaradt lakosokat, hogy az új városba költözzenek. Epheszosz az egész régió leggazdagabb településévé vált, fontos kereskedelmi központ lett belőle. Lüszimakhosz az I. Szeleukosz Nikátor ellen vívott korupedioni csatában vesztette életét i. e. 281-ben, így Epheszosz a Szeleukida birodalom része lett. Később III. Ptolemaiosz fáraó megtámadta a birodalmat, és egész Kis-Ázsiát az uralma alá hajtotta, így a város i. e. 263 és i. e. 197 között egyiptomi fennhatóság alatt állt. Amikor III. Antiokhosz megpróbálta visszafoglalni a kis-ázsiai városokat, konfliktusba keveredett Rómával, és i. e. 190-ben a Magnészia mellett vívott csatában vereséget szenvedett Scipio Africanustól, ami a Szeleukida Birodalom végét jelentette.

## Római kor (Kr. e. 190. –)

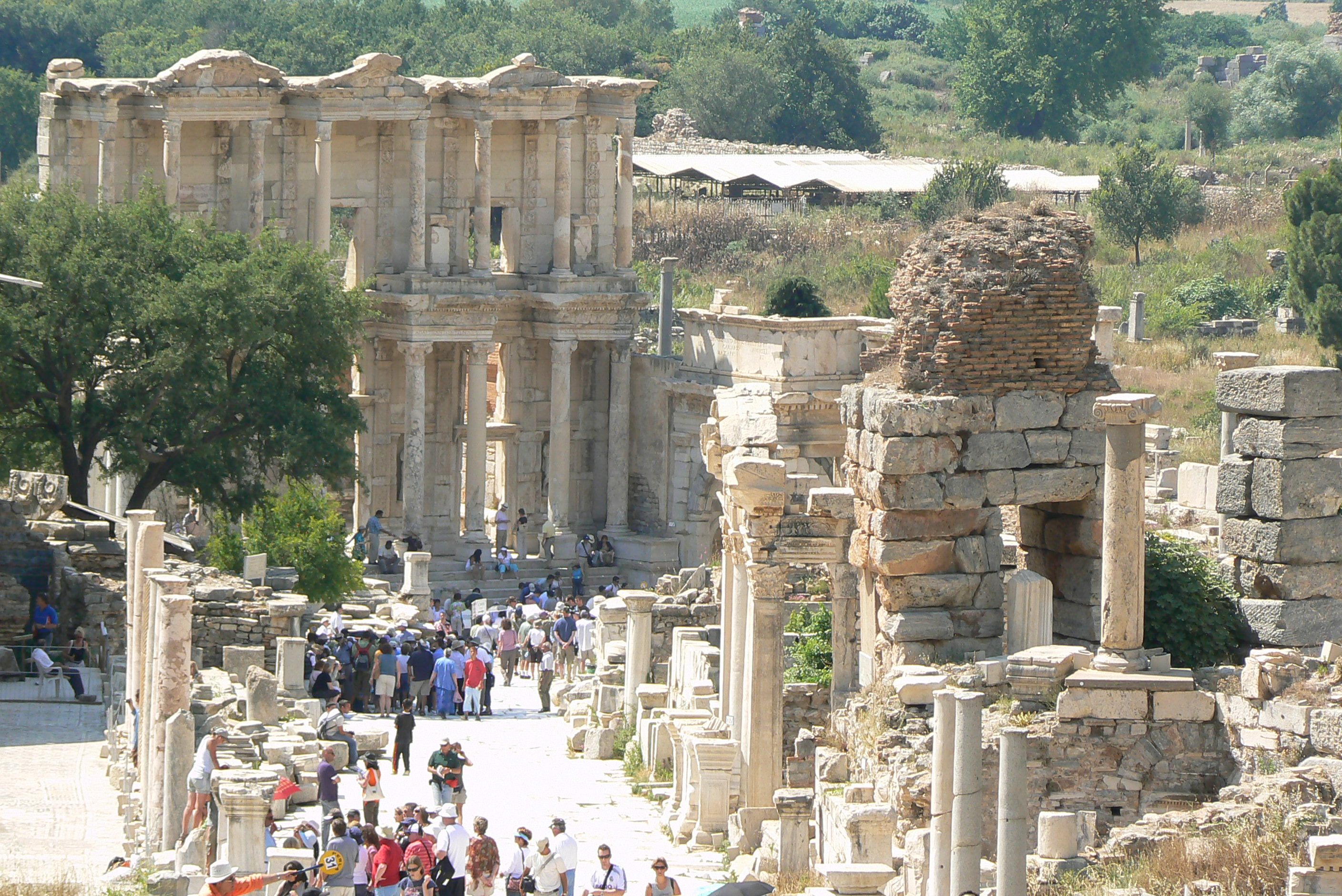
Epheszosz egyik főútja, a Kurétesz út

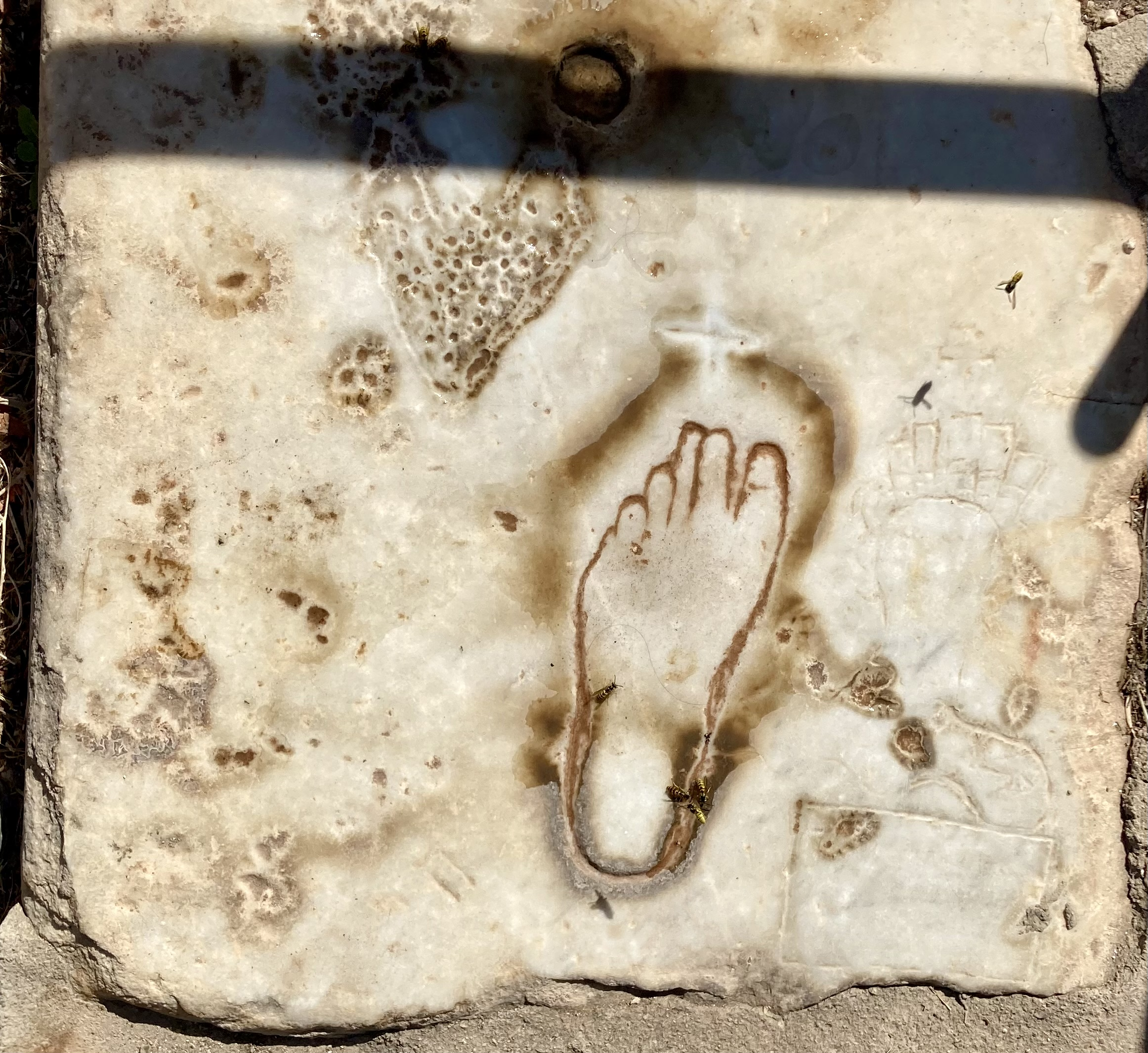
A feltételezések szerint egy bordélyház hirdetése

Epheszosz I. e. 190-ben foglalták el a rómaiak, majd hosszú ideig közvetett módon, Pergamonból kormányozták. Az adókat felemelték, a város kincseit elkobozták. Kr. e. 88-ban Nagy Mithridatész elfoglalta Nyugat-Anatóliát, a harcoknak nyolcvanezer római polgár esett áldozatul. A görög városok felszabadultak és egy rövid ideig Epheszosz teljes önállóságot élvezett. I. e. 86-ban Lucius Cornelius Sulla legyőzte Mithridatészt, így a város ismét római befolyás alá került. Sulla a kis-ázsiai városoktól visszamenőleg ötévnyi adót követelt, ami hosszú időre elszegényítette az egész területet. Amikor i. e. 27-ben Augustus császár lett, Epheszoszt Asia provincia fővárosává tette. A város Róma után a birodalom második legnagyobb városa lett, fénykorát az i. sz. 1. és 2. században élte. Lakosainak száma elérte a félmilliót, közülük sokan kézművességgel vagy kereskedelemmel foglalkoztak. Minden év áprilisában nagyszabású ünnepségeket tartottak Artemisz istennő tiszteletére, melyeken közel egymillió ember vett részt. Számos fürdőt, középületet építettek, vízvezetékrendszere a legmodernebb volt az ókori világban. A kereskedelemben betöltött szerepét tovább növelte olyan mértékben, hogy Kis-Ázsia bankjának tekintették. Fontos szerepet játszott a kereszténység korai időszakában is. I. sz. 50 körül Pál apostol éveket töltött a városban és itt írta meg i. sz. 53-ban első levelét a korintosziakhoz. Tanítványaival együtt térített, majd egy, a színházban kitört zavargások után száműzték őket. Epheszosz egyike volt annak a hét városnak, melyeket megemlítenek a Jelenések könyvében, ez bizonyítja milyen erős volt a helyi keresztény gyülekezet. Az i. sz. 1. század végén 90 és 100 között János evangelista itt töltötte életének utolsó tíz évét, és írta meg evangéliumát. Sírja fölé a 6. században templomot emeltek. Epheszosz minden szempontból római várossá vált, ezt tanúsítja az "Epheszosz, Ázsia provincia fővárosa római város lett" felirat, amit nem csak görög, hanem latin betűkkel is felvéstek a bazilika falára. A római kori Epheszosz életét nem csupán a nagyszabású ásatások eredményeiből ismerjük, hanem a tehetős családok által készített feliratokból is. Szinte valamennyi napjainkig fennmaradt épület ebből a korból való, többek között Celsus könyvtára, a színház, Hadrianus temploma, és az Odeon.
Kr. u. 263-ban a gótok kifosztották és felgyújtották a várost, később 395-ben bizánci uralom alá került.

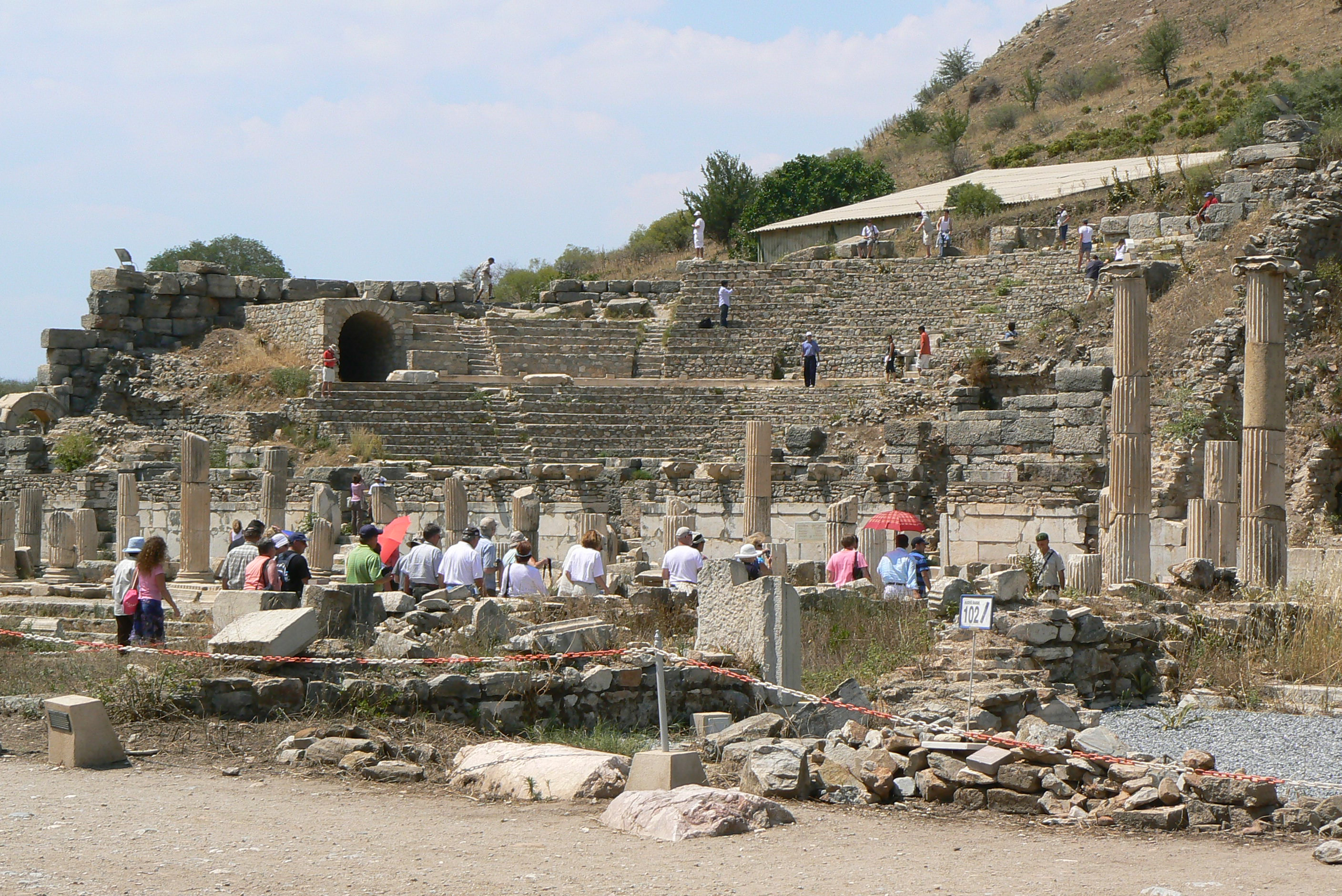
Az Odeon

### Az Odeon
Az Odeon a város egyik főútja, a Kurétesz út mellett álló, eredetileg fedett, jó állapotban fennmaradt, félkör alakú, 1400 főt befogadni képes épület. Egy i. sz. 150 körül származó felirat Publius Vedius Antoniusnak és feleségének tulajdonítja építését. A színház 22 széksorból állt, a felső részét vörös gránitból készült korinthoszi stílusú oszlopok díszítették. A színpadot és a nézők ülőhelyét márvánnyal borították. Az épület formája kissé eltér a hagyományos színházakéitól, elsősorban összejöveteleket és koncerteket tartottak benne, és csak ritkábban hagyományos színházi előadásokat.

### A piactér és a bazilika

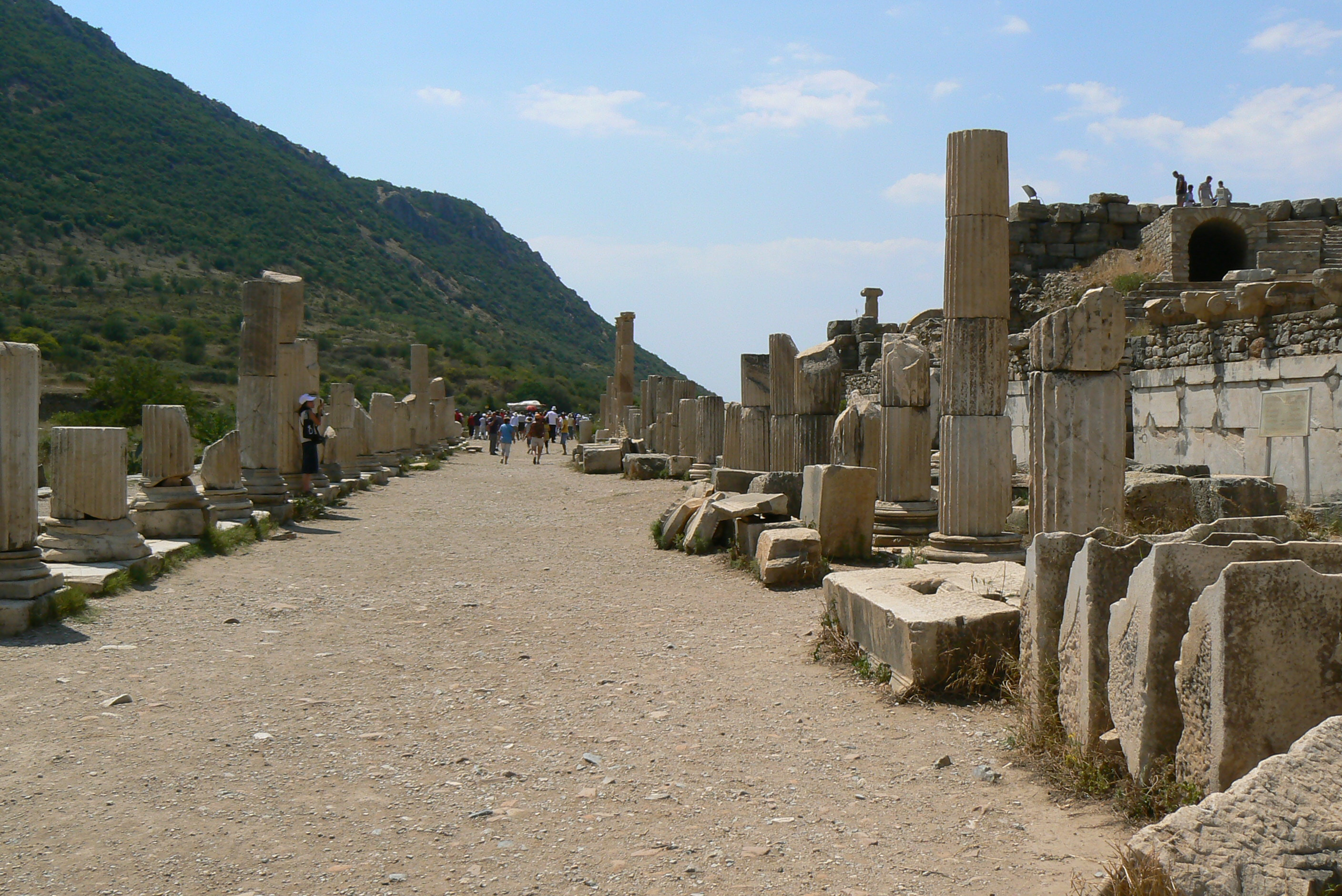
A bazilika

Az Odeonnal szemben a Kurétesz út másik oldalán elhelyezkedő nagy, négyszög alakú teret nyugati irányból egy hatalmas kapun át lehetett megközelíteni. Három oldalról árkádsor szegélyezte, északi oldalán pedig a C. Sextillis Pollio által Augustus uralkodásának végén építtetett, Artemisznek és Augustusnak szentelt bazilika állt. A háromhajós bazilika térre néző homlokzatát ión stílusú oszlopok díszítették, belső oszlopaira kevésbé hagyományosnak számító bikafejmotívumokat faragtak. Ez a dekorációs elem felbukkan Augustus római császárfórumán is. A bazilikában Augustus császár és felesége, Lívia monumentális szobrait állították fel. A bazilika mögött a tanácsháza épülete, a buleutérion állt, ahol az elöljárók gyűléseit tartották. Domitianus korában a piactér nyugati felén egy teraszos területen templomot emeltek a császár tiszteletére, így a város kivívta magának a "császári kultusz őrzője" címet.

### Hadrianus temploma

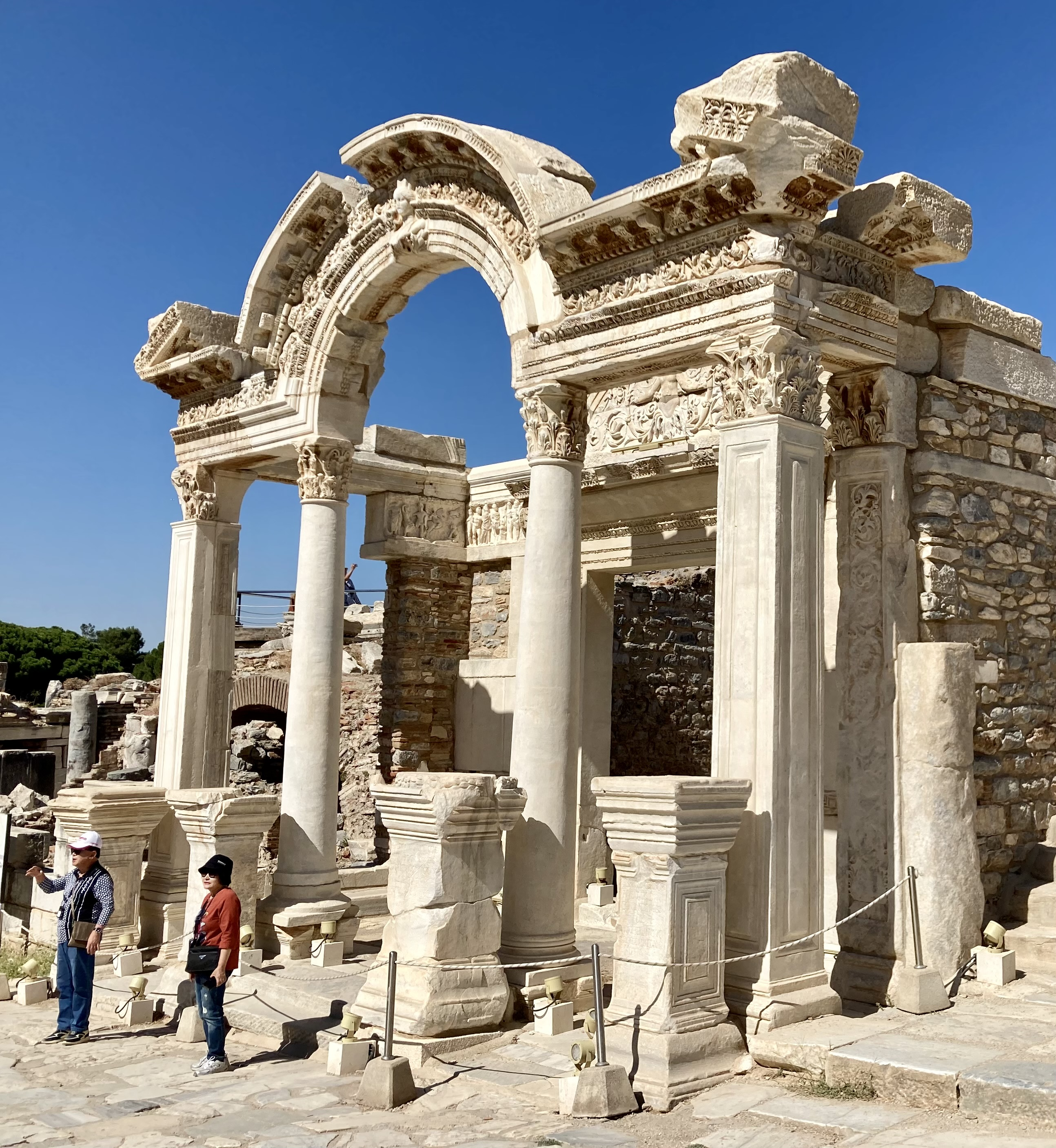
Hadrianus temploma

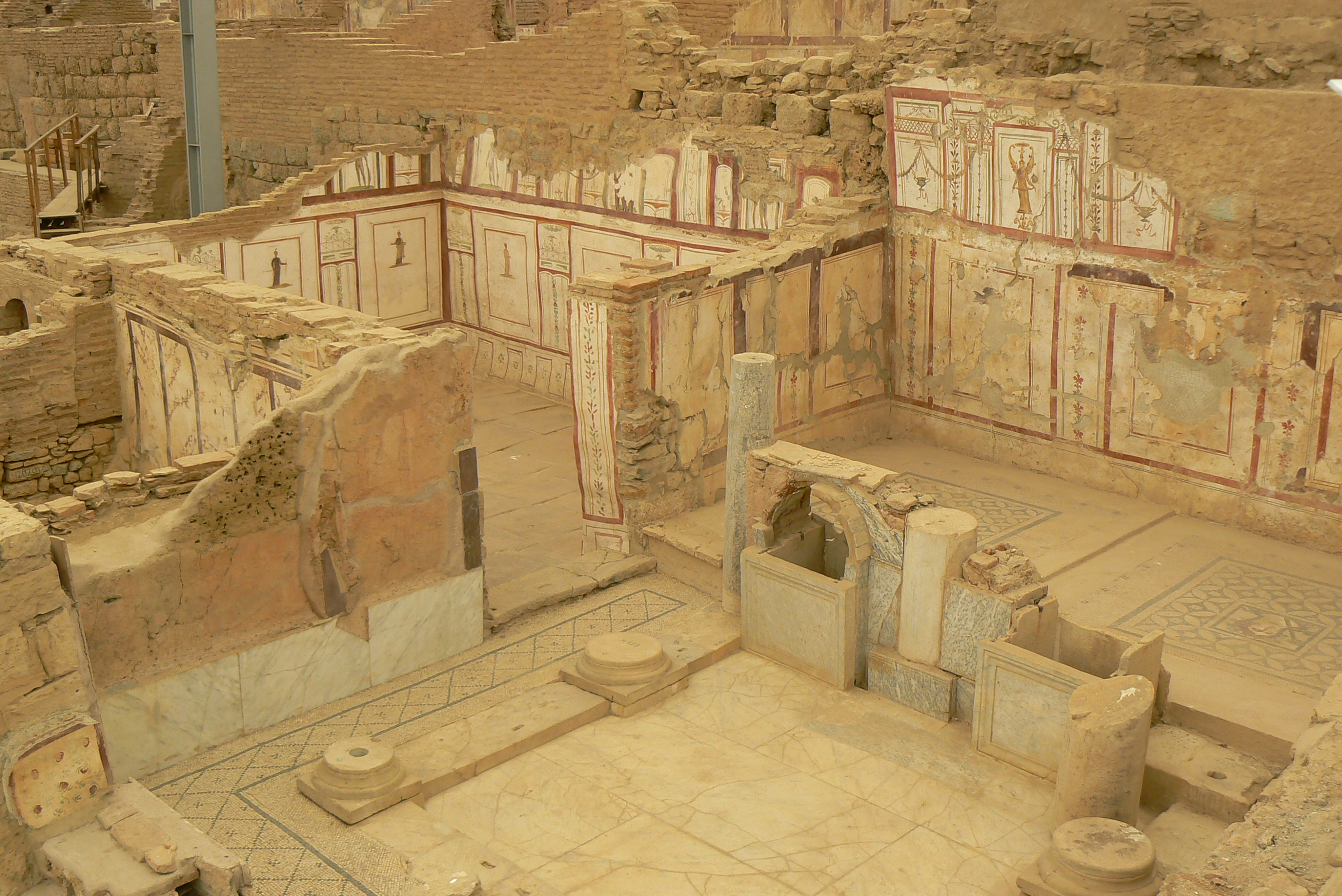
Függő ház

Hadrianus temploma a Kurétesz úton épült, korinthoszi stílusban. A homlokzatán lévő felirat szerint P. Quintilius megrendelésére épült i. sz. 138-ban, aki Hadrianus császárnak ajánlotta. A 4. században jelentős mértékben felújították, gyakorlatilag még felhasználható elemeiből újjáépítették. Az épület homlokzatát középen boltív töri meg, hajlatának csúcsán Tükhé istennőnek, a város védelmezőjének alakja látható. Az ő figurájának felel meg hátrébb, a cella bejárata felett vonuló boltív domborműves ábrázolásán megjelenő nőalak is. A templom cellájában Hadrianus császár szobra állt, homlokzata előtt négy szobortalapzat található, rajtuk a fennmaradt feliratok szerint Diocletianus, Maximinus Daia, Galerius és II. Constantinus császárok szobrait helyezték el.

### A függő házak
Hadrianus templomával szemben a régészek több patríciusházat tártak fel, melyeket az 1. században építették, majd a 6. századig többször felújítottak. Egymás fölé építették őket a domboldalon úgy, hogy mindegyik ház teteje a fölötte levő teraszául szolgált. A házak háromszintesek voltak, és mindegyiket egy perisztülion (zárt, oszlopos udvar) köré építették. Az udvarok közepére kutat fúrtak, így biztosították a vízellátást. A házak padlóját mozaikokkal díszítették, a falakra freskókat festettek. Ezek egy része jó állapotban maradt meg. A freskók színházi jeleneteket, férfi és női alakokat, valamint ornamentális díszítéseket ábrázolnak. A helyreállított házakat acélvázas tetővel fedték le: ez a megoldás a helyben hagyott leletek konzerválásának egyik modern példája.

### Celsus könyvtára

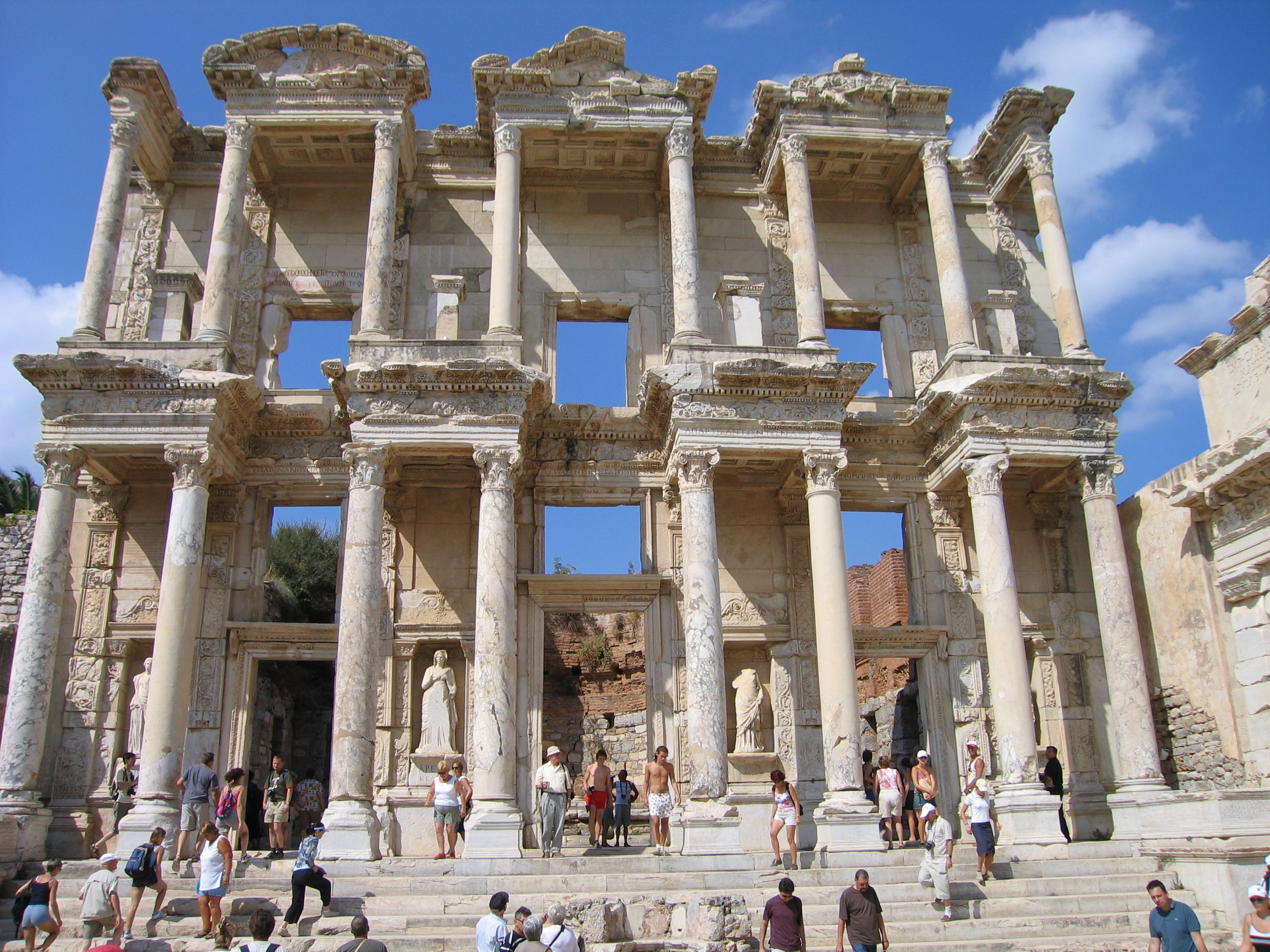
Celsus könyvtára

Az osztrák régészek által feltárt könyvtár páratlanul gazdag épületét Caius Iulius Aquila emeltette i. sz. 135-ben apja, Tiberius Iulius Polemeanus, Ásia provincia konzuljának emléke előtt tisztelegve. Az épület egyszerre volt könyvtár és Celsus emlékműve. Közepét egy kelet felé tájolt, nagyméretű, 16,72x10,92 méteres famennyezetes, négyszögletes terem foglalta el. A belső teret három szinten húzódó fülkesor díszítette, melyeket eredetileg az irattekercsek tárolására szolgáló faliszekrények töltöttek ki. A belső, márvánnyal díszített és a külső, egyszerűbb falak között hézagokat hagytak, így védekeztek a nedvesség ellen. Becslések szerint a könyvtárban őrzött tekercsek száma elérhette a húszezret is. A könyvtárnak egy utánzatát Caracalla római termáinak ásatása közben fedezték fel, a küzdőtér egyik oldalán feltárt épületszárnyban. A 3. században, amikor a várost gót támadás érte, a könyvtár belseje teljesen kiégett, de a homlokzat nem szenvedett komolyabb károsodást. A könyvtár márványhomlokzatán a széles tagolatlan lépcsősor tetején négy oltárfülkét helyeztek el, míg a felső szinten három nagyobb fülke kapott helyet. A négy alsó fülkében Celsus erényeit megszemélyesítő szobrokat (Bölcsesség, Kiválóság, Megfontoltság, Tudomány) helyeztek el. A könyvtárnak csak a homlokzatát díszítették ki, másik három oldala összeépült a szomszédos házakkal. A napjainkra majdnem teljesen elpusztult hátsó fal kör alakú fülkéjében állt Athéné istennő kultikus szobra és Celsus szépen faragott márvány szarkofágja.

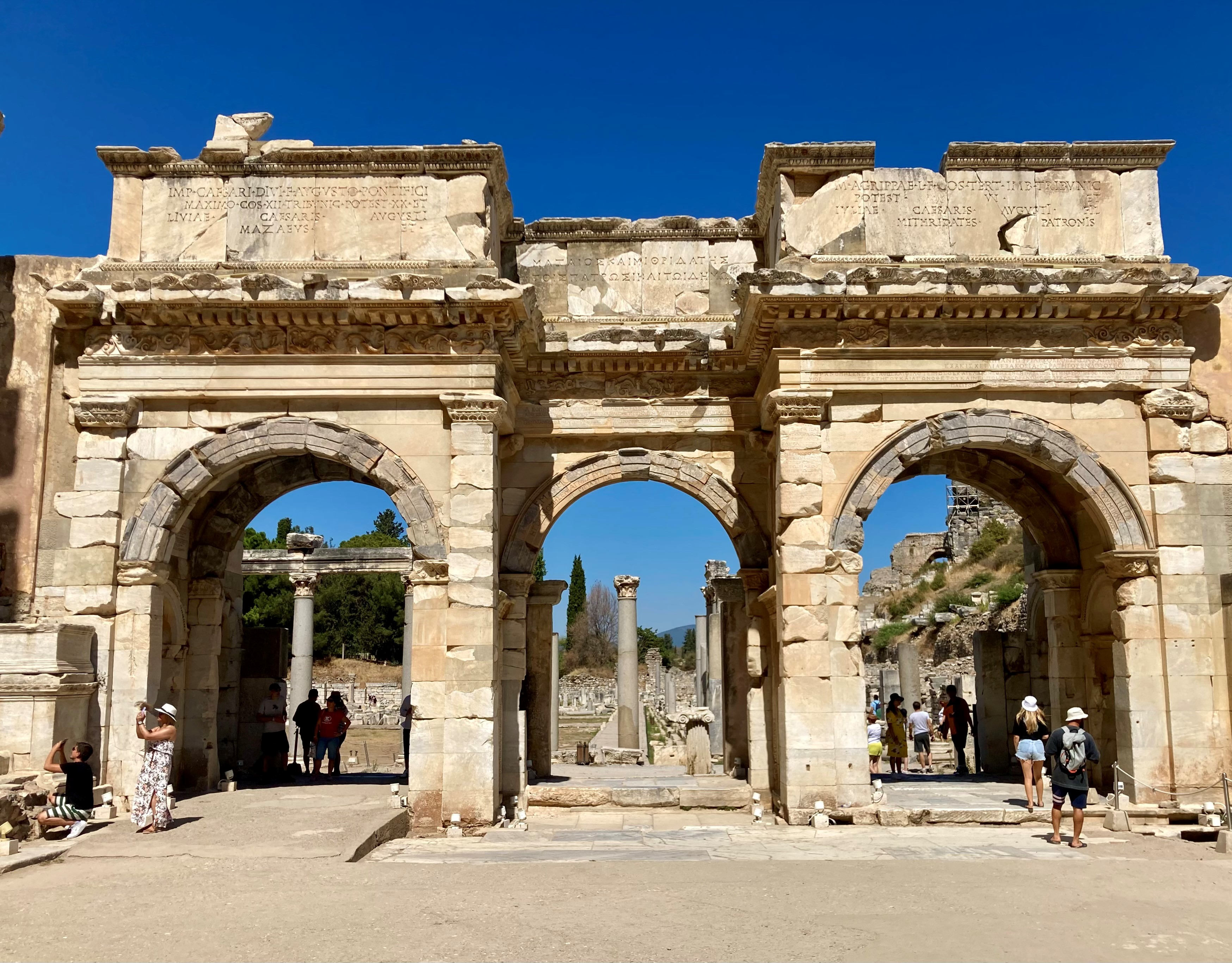
Mazeusz és Mitriadész kapuja

### Mazeusz és Mitriadész kapuja
Celsus könyvtára mellett áll a két felszabadított rabszolga, Mazeusz és Mitriadész által emeltetett monumentális kapu. A kapu két szimmetrikus előretolt tagból áll, melyeket egy ugyanolyan magas boltív köt össze. Ez a görög-hellenisztikus kaputornyok és a római boltívek keveredéséből kialakult forma leginkább Kis-Ázsiában terjedt el. A boltozatok felett virágfüzéres fríz fut körbe, ezek fölé hármas pártafalat emeltek. A kapu építtetői szabadságukat Augustus császárnak köszönhették, így a pártafalakra a császárt és családját dicsőítő feliratokat véstek.

### A színház és az Arkadiana út

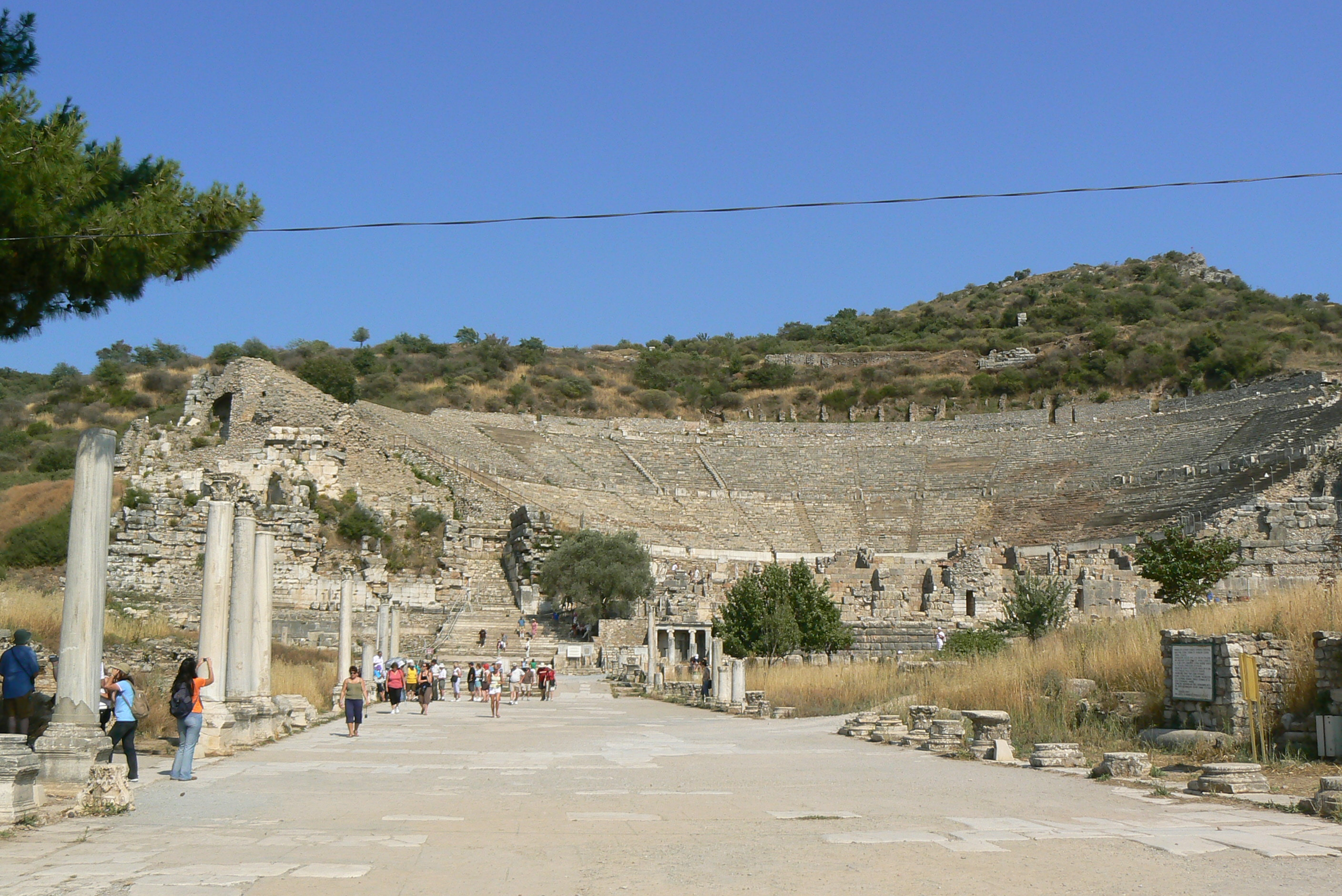
A színház és az Arkadiana út

A színház Epheszosz legjobb állapotban megmaradt épülete. Nemcsak színielőadásoknak, hanem népgyűléseknek, közösségi összejöveteleknek is otthont adott. Nézőterét egy domboldalba vájva alakították ki egy korábbi görög színház romjain az 1. században. Claudius és Traianus császárok uralkodása alatt, később Antoninus Pius idején kibővítették. Nézőtere 50 méter átmérőjű, befogadóképessége 24 000 fő. Színpada háromszintes, az eredetileg egyszintes színpadhoz a 2. szintet Nero uralkodása alatt építették hozzá az 1. század közepén, a 3. szint Septimus Severus idejében készült el a 2. század végén. A félköríves nézőtér tetejét gazdagon díszítették, három oszlopsort alakítottak ki, fülkékkel és szobrokkal. A kereszténység korai éveiben i. sz. 50 körül az egyik komoly összecsapás itt zajlott a keresztények és a pogányok között Pál apostol itteni működése idején. A harcok azután törtek ki, hogy az ezüstművesek fellázították a lakosságot istennőjük, Artemisz védelmében. Az összecsapás után Pál apostolt rövid időre börtönbe zárták, majd tanítványaival együtt elűzték a városból. A színház állapota később nagymértékben leromlott, mert a lakosság az új épületekhez kőbányának használta.
A színháztól a kikötőbe vezető Arkadiana néven ismert út a város legfontosabb útja volt. Többször is átépítették, legutoljára Flavius Arcadius idejében, és róla is nevezték el. Teljes hossza 530 méter volt, két oldalát oszlopsor szegélyezte. Éjszakára fáklyákkal világították meg, az esővíz elvezetését bonyolult csatornarendszer biztosította. Az út mellett kétoldalt thermák és sportpályák sorakoztak. Később a kikötő feltöltődött, így elvesztette jelentőségét. Félúton a színház és a kikötő között a kereszténység korai éveiben négy oszlopot állítottak fel az evangelisták tiszteletére.

### Szűz Mária temploma
A templomból csak néhány ion stílusú oszlop és egy restaurált fal maradt meg. A keresztények számára rendkívül fontos templom, mert ez volt az első, amelyet Szűz Máriának szenteltek. Mai kutatások alapján 4. század időszakában építették a templomot egy i. e. 2. században épült bazilika romjaira. Háromhajós, 260 méter hosszú épület volt, kör alakú keresztelőkápolnával. I. sz. 431-ben itt tartották meg viharos körülmények között a harmadik ökumenikus zsinatot, amelyen elítélték Nesztóriuszt, Konstantinápoly püspökét (428-431), mivel nem fogadta el Krisztus személyének alapvető egységét. A templom romjait 1967. július 26-án VI. Pál pápa meglátogatta, a látogatás emlékére a falon márványtáblát helyeztek el.

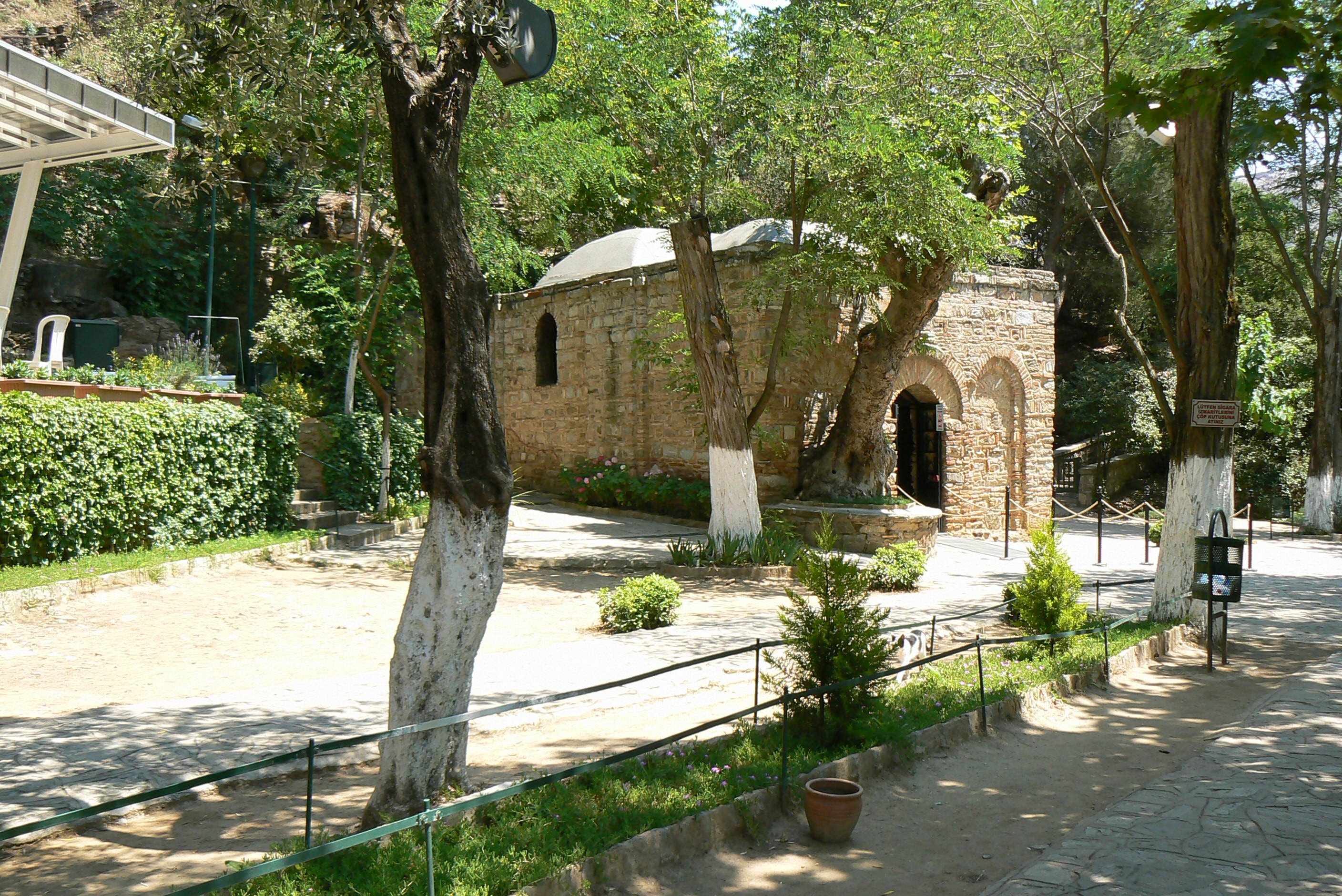
Szűz Mária háza

### Szűz Mária háza
Szűz Mária feltételezett háza egy majdnem teljesen újjáépített kápolna nem messze Epheszosz romjaitól. Az apszisban található Mária szobra és egy egyszerű oltár. A kis, középső helyiséget egy konyha foglalta el, az ásatások során szén- és famaradványokat tártak fel. A ház mellett található a Szűz Kútja, a legenda szerint vize csodatévő hatású. A hagyomány szerint Szűz Mária Krisztus halála után i. sz. 37-től i. sz. 48-ig ebben a házban élt. Egyesek szerint Epheszoszban is temették el. A ház a római katolikusok, az ortodox keresztények és a muzulmánok számára is fontos zarándokhely. A házat a 20. században három pápa látogatta meg, XXIII. János, VI. Pál és II. János Pál.

## János evangelista temploma
Néhány kilométerre a romvárostól állt a János evangelista sírja fölé emelt bazilika. Justinianus és felesége, Teodóra császárné rendeletére épült az i. sz. 6. században egy korábbi kisméretű templom romjaira. A bazilikát az Üldöztetés kapuján keresztül lehetett megközelíteni, ami egy udvarra vezetett, ahonnan a templom bejárata nyílt. A bazilika kereszt alaprajzú, negyven méter széles, száztíz méter hosszú, háromhajós, kupolákkal borított épület volt. A szent sírja a kripta fölött található az apszissal szemben. Keresztelőkápolnája nyolcszög alakú volt, márvánnyal borították, homlokzatát oszlopokkal díszítették. Később a bazilika köré védekezésül az arab támadások ellen vastag falat építettek. Amikor a szeldzsukok a 14. században elfoglalták a várost, a bazilikát mecsetté alakították át, majd bazárként használták. Napjainkra az épületből csak néhány oszlop és falrészlet maradt meg. Régészeti feltárása 1926-ban kezdődött meg, és jelenleg is tart.

## A bizánci uralomtól a 20. századig

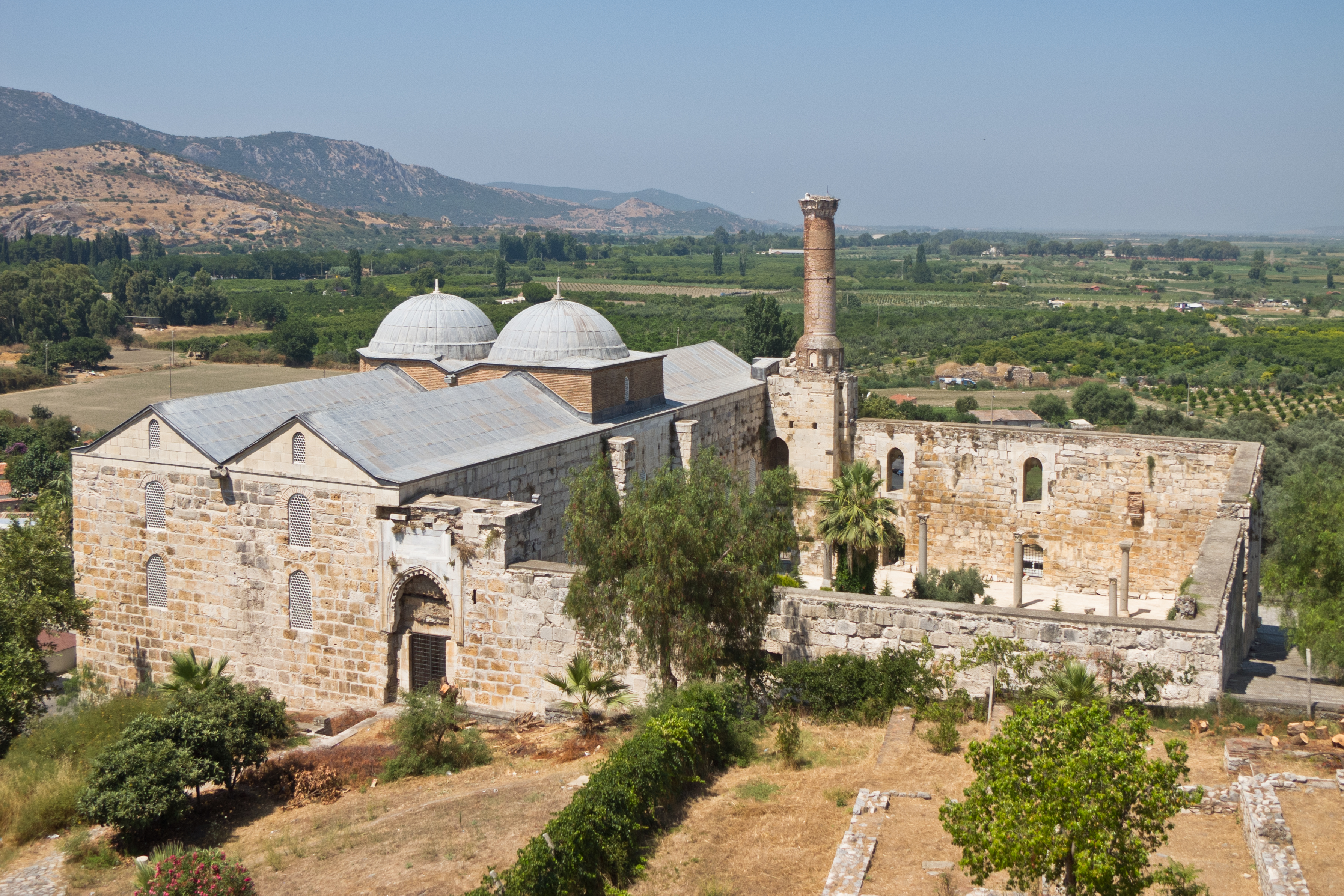
Isa bég mecsete

Epheszosz i. sz. 395-ben vált a Bizánci Birodalom részévé. A város egészen a 7. század elejéig a birodalom második legfontosabb városa volt Ázsiában Konstantinápoly után. A gót támadás nyomait eltüntették, új fürdőket építettek, és Flavius Arcadius császár idejében újjáépítették a színház és a kikötő közötti Arcadiana utat. 406-ban Aranyszájú Szent János, Konstantinápoly püspökének parancsára lerombolták az Artemisz templomot. Justinianus császár idejében, a 6. században János evangelista sírja fölé bazilikát emeltek. A várost egy földrengés 614-ben félig romba döntötte, ami felgyorsította hanyatlását. Epheszosz kikötője elmocsarasodása miatt lassan elvesztette kereskedelmi központ szerepét, lakosai egyre nagyobb számban hagyták el. A régi épületek maradványait kőbányának használták. A 7. és 8. században az arabok többször kifosztották. Amikor a szeldzsukok elfoglalták 1071-ben, a hajdani világváros alig volt nagyobb, mint egy falu. 1100-ban újra bizánci befolyás alá került, egészen 1304-ig, amikor a szeldzsukok visszafoglalták. A 14. században Epheszosz egy rövid időre újra felvirágzott, ekkor emelték az Isa bég mecsetet, karavánszerájt és fürdőket építettek. 1390-ben a várost az Oszmán Birodalomhoz csatolták. 1402-ben Timur Lenk legyőzte Bajazid szultánt, aki fogságban halt meg, majd az ezt követő rövid zűrzavaros időszak után a város újból az Oszmán birodalom része lett. A 15. században teljesen elnéptelenedett, és csak a 20. században megkezdett régészeti kutatások után került vissza a köztudatba. Az ásatások során a városnak csak egytizedét tárták fel, de így is meglehetősen pontos képet kaphatunk hajdani életéről. A 20. század második felétől jelentős turistalátványossággá vált.

## A Bibliában
A Jelenések könyvében említik a város keresztény gyülekezetét. Ez is arról tanúskodik, hogy a város az apostoli korban és az ókeresztény időkben is fontos keresztény központ volt.